# 一汁三菜
一汁三菜（日语：一汁三菜／いちじゅうさんさい Ichijūsansai）是日本料理菜单中比较常见的组合，内容是：一碗汤（通常是味增汤）一碗饭（通常是白饭）以及三道菜肴（通常是以肉、魚、蛋豆类为主的「主菜」、以及两道以蔬菜、海藻、豆腐为原料制作的「副菜」。
同时一汁三菜也是怀石料理的主要形式。